# Acer subtrinervium
Acer subtrinervium é uma espécie de árvore do gênero Acer, pertencente à família Aceraceae.